# Discografia de Pink Floyd
La discografia de la banda britànica de música Pink Floyd consta de 15 àlbums d'estudi (un dels quals és una mescla de música en viu i enregistrada en estudi), 3 àlbums en directe (sense comptar l'àlbum variat), 8 compilacions, 4 caixes recopilatòries, 4 àlbums de vídeo, 1 EP i 27 senzills, així com 25 vídeos-clips.
Format l'any 1965, Pink Floyd inicialment es va guanyar el seu reconeixement per la seva música psicodèlica o rock espacial, i, a mesura que van anar evolucionant, pel seu rock progressiu. Són coneguts per les seves lletres filosòfiques, experimentació sònica, art de coberta innovadora, i els seus xous en directe. Com un dels artistes més reeixits de la música rock, el grup ha venut més de 250 milions d'àlbums a escala mundial, incloent-hi 74,5 milions de còpies venudes només als Estats Units.
Com a banda psicodèlica dirigida per Syd Barrett durant els últims anys dels 60, Pink Floyd tenia principalment un èxit moderat i era una de les bandes més populars de l'escena de música underground de Londres; tanmateix, el comportament erràtic de Barrett finalment va forçar els seus col·legues a canviar-lo pel guitarrista i cantant David Gilmour. Després de la sortida de Barrett, la banda va editar l'àlbum Ummagumma. L'àlbum es llançava com a disc doble, sent el primer disc que contenia cançons enregistrades en directe i el segon que contenia cançons enregistrades en estudi. El cantant i baixista Roger Waters gradualment es va anar convertint en el membre dominant i marcà la direcció a mitjans dels 70, fins a la seva sortida del grup el 1985. La banda va enregistrar uns quants àlbums, aconseguint un gran èxit mundial amb The Dark Side of the Moon (1973), Wish You Were Here (1975), Animals (1977), i The Wall (1979); tots exceptuant Animals van aconseguir la posició número u a la llista d'èxits musicals dels Estats Units. The Dark Side of the Moon és un dels àlbums més venuts en tot el món. The Wall és considerat com millor àlbum en vendes de tota la història als Estats Units. El 1986, Waters va declarar Pink Floyd com "una força gastada", però els membres restants, dirigits per Gilmour, van continuar enregistrant i realitzant gires sota el nom de Pink Floyd. Waters va demandar els membres restants pels drets del nom. Després d'una resolució fora del jutjat, la banda va gaudir d'èxit mundial amb A Momentary Lapse of Reason (1987) i The Division Bell (1994).
L'any 2014, els membres que restaven de la banda van editar The Endless River, quinzè i últim àlbum, entès com un cant del cigne (última gran obra) per a Richard Wright, sent un àlbum predominantment instrumental.

## Àlbums

### Àlbums d'estudi
| - BPI: or - BVMI: or - IFPI AUT: or - RIAA: platí | - SNEP: or - IFPI: or - IFPI: or |

| - RIAA: 15× platí - BPI: 9× platí - ARIA: 14× platí - BVMI: 5× platí - SNEP: 4x platí - IFPIAL: 2× platí | - CRIA: 2× diamant - IFPI AUT: 4× platí - MC: 2× diamant - RMNZ: 19× platí - FIMI: or - ZPAV: platí |

| - RIAA: 6× platí - BPI: or - SNEP: diamant - IFPI AL: platí | - CRIA: 3× platí - IFPIAUT: 2× platí - ZPAV: or |

| - RIAA: 4× platí - BPI: plata - SNEP: platí | - IFPI AL: platí - CRIA: 2× platí - IFPI AUT: or |

| - ARIA: 11× platí - BPI: 2× platí - BVMI: 7× platí - CRIA: 2× diamant - IFPI AL: 4× platí - IFPI SWI: 3× platí | - MC: 2× diamant - RIAA: 23× platí(diamant) - RMNZ: 14× platí - SNEP: diamant - ZPAV: platí |

| - RIAA: 2× platí - BPI: plata - SNEP: or | - IFPI AL: or - IFPI AUT: or |

| - RIAA: 4× platí - BPI: or - SNEP: platí | - IFPI AL: or - CRIA: 3× platí - IFPI AUT: or |

| - RIAA: 3× platí - BPI: 2× platí - SNEP: 2× platí - IFPI AL: platí | - CRIA: 4× platí - ABPD: platí - IFPI AUT: platí - ZPAV: or |

| - BPI: platí - ARIA: platí - BVMI: platí - IFPI AUT: or - IFPI SUI: or | - MC: platí - RIAA: or - RMNZ: platí - SNEP: platí |

### Bandes sonores
| Any  | Àlbum                               | Dades de l'àlbum Llançament, discogràfica, format    | Posició a les llistes | Posició a les llistes | Posició a les llistes | Posició a les llistes | Posició a les llistes | Posició a les llistes | Posició a les llistes | Posició a les llistes | Posició a les llistes | Posició a les llistes | Vendes | Certificacions |
| Any  | Àlbum                               | Dades de l'àlbum Llançament, discogràfica, format    | Regne Unit            | Austràlia             | Àustria               | Canadà                | França                | Alemanya              | Holanda               | Nova Zelanda          | Suïssa                | Estats Units          | Vendes | Certificacions |
| ---- | ----------------------------------- | ---------------------------------------------------- | --------------------- | --------------------- | --------------------- | --------------------- | --------------------- | --------------------- | --------------------- | --------------------- | --------------------- | --------------------- | ------ | -------------- |
| 1968 | Tonite Lets All Make Love in London | - 18 de juliol de 1968 - Instant - CD, LP            |                       |                       |                       |                       |                       |                       |                       |                       |                       |                       |        |                |
| 1970 | Zabriskie Point                     | - 9 de febrer de 1970 - MGM Records - CD, LP, casset |                       |                       |                       |                       |                       |                       |                       |                       |                       |                       |        |                |

### Àlbums en directe
| - BPI: or - BVMI: or - IFPI AUT: or - IFPI SWI: platí | - MC: 2× platí - RIAA: 3× platí - SNEP: 2× or |

| - BPI: platí - BVMI: platí - IFPI AUT: platí - IFPI SWI: 3× platí | - MC: 3× platí - RIAA: 2× platí - SNEP: platí |

### Compilacions
| - BPI: 3× platí - ARIA: platí - BVMI: or - IFPI SWI: platí | - MC: 6× platí - RIAA: 4× platí - RMNZ: 3× platí - SNEP: platí |

| - BPI: or - ARIA: or | - RMNZ: platí - SNEP: or |

### Àlbums de vídeo
| - EUA: 8× platí - RU: 2× platí - AUS: 10× platí - BRA: diamant | - CAN: 2× platí - FRA: diamant - AL: 3× platí - POR: 4× platí |

| - AUS: 10× platí - BRA: platí - FRA: 3× platí | - AL: 2× platí - POL: or |

| - EUA: 3× platí - RU: platí - AUS: 4× platí | - CAN: 5× platí - AL: or |

## Caixes recopilatòries
| 1988                                                                                             | The Box 1975–1988 | - 1988 (AUS) - CBS - Caixa recopilatòria              | —   | — | —  | — | —  | — | —  | — | —  | —   |  |                           |
| 1992                                                                                             | Shine On          | - 2 de novembre de 1992 - EMI (Europe), Columbia - CD | —   | — | —  | — | —  | — | —  | — | —  | —   |  | - MC: platí - RIAA: platí |
| 2007                                                                                             | Oh, by the Way    | - 10 de desembre de 2007(UK) - EMI - CD               | —   | — | —  | — | —  | — | —  | — | —  | —   |  |                           |
| 2011                                                                                             | Discovery         | - 26 de setembre de 2011(UK) - EMI - CD               | 112 | — | 61 | — | 55 | 9 | 57 | — | 24 | 175 |  | - MC: 2x platí            |
| "—" denota llançaments que no van entrar a les llistes o bé que no es van editar en aquell país. |                   |                                                       |     |   |    |   |    |   |    |   |    |     |  |                           |

## Extended plays
| Any  | Àlbum          | Dades de l'àlbum Llançament, discogràfica, format         |
| ---- | -------------- | --------------------------------------------------------- |
| 1995 | London '66–'67 | - 19 de setembre de 1995 - See for Miles - LP, casset, CD |

## Senzills
| 1967                                                                                             | «Arnold Layne»                        | 20 | —  | —  | —  | —  | 30 | —  | —  | —  | — | —   | —  | Senzill no inclòs en cap àlbum[2]                 |
| 1967                                                                                             | «See Emily Play»                      | 6  | —  | —  | 25 | 10 | —  | —  | —  | —  | — | 134 | —  | The Piper at the Gates of Dawn                    |
| 1967                                                                                             | «Flaming»                             | —  | —  | —  | —  | —  | —  | —  | —  | —  | — | —   | —  | The Piper at the Gates of Dawn                    |
| 1967                                                                                             | «Apples and Oranges»                  | —  | —  | —  | —  | —  | —  | —  | —  | —  | — | —   | —  | Senzill no inclòs en cap àlbum[1]                 |
| 1968                                                                                             | «It Would Be So Nice»                 | —  | —  | —  | —  | —  | —  | —  | —  | —  | — | —   | —  | Senzill no inclòs en cap àlbum[1]                 |
| 1968                                                                                             | «Let There Be More Light»             | —  | —  | —  | —  | —  | —  | —  | —  | —  | — | —   | —  | A Saucerful of Secrets                            |
| 1968                                                                                             | «Point Me at the Sky»                 | —  | —  | —  | —  | —  | —  | —  | —  | —  | — | —   | —  | Senzill no inclòs en cap àlbum[1]                 |
| 1969                                                                                             | «The Nile Song»                       | —  | —  | —  | —  | —  | —  | —  | —  | —  | — | —   | —  | More                                              |
| 1971                                                                                             | «One of These Days»                   | —  | —  | —  | —  | —  | —  | —  | —  | —  | — | —   | —  | Meddle                                            |
| 1972                                                                                             | «Free Four»                           | —  | —  | —  | —  | —  | —  | —  | —  | —  | — | —   | —  | Obscured by Clouds                                |
| 1973                                                                                             | «Money»                               | —  | 10 | —  | 49 | —  | —  | —  | —  | —  | — | 13  | —  | The Dark Side of the Moon                         |
| 1974                                                                                             | «Us and Them"/"Time" (doble cara-A)   | —  | —  | —  | —  | —  | —  | —  | —  | —  | — | 101 | —  | The Dark Side of the Moon                         |
| 1975                                                                                             | «Have a Cigar" (amb Roy Harper)       | —  | —  | —  | —  | —  | —  | —  | —  | —  | — | —   | —  | Wish You Were Here                                |
| 1975                                                                                             | «Wish You Were Here»                  | —  | —  | —  | —  | —  | —  | 18 | —  | —  | — | —   | —  | Wish You Were Here                                |
| 1979                                                                                             | «Another Brick in the Wall (Part II)» | 1  | 1  | 1  | 1  | 1  | 3  | 1  | 1  | 1  | 1 | 1   | —  | The Wall                                          |
| 1980                                                                                             | «Run Like Hell»                       | —  | —  | —  | 46 | —  | —  | —  | 30 | 18 | — | 53  | —  | The Wall                                          |
| 1980                                                                                             | «Comfortably Numb»                    | —  | —  | —  | —  | —  | —  | —  | —  | —  | — | —   | —  | The Wall                                          |
| 1982                                                                                             | «Money»                               | —  | —  | —  | —  | —  | —  | —  | —  | —  | — | —   | 37 | A Collection of Great Dance Songs                 |
| 1982                                                                                             | «When the Tigers Broke Free»          | 39 | —  | —  | —  | 23 | —  | —  | —  | —  | — | —   | —  | The Final Cut                                     |
| 1983                                                                                             | «Not Now John»                        | 30 | —  | —  | —  | 20 | —  | —  | —  | —  | — | —   | 7  | The Final Cut                                     |
| 1983                                                                                             | «Your Possible Pasts»                 | —  | —  | —  | —  | —  | —  | —  | —  | —  | — | —   | 8  | The Final Cut                                     |
| 1983                                                                                             | «The Hero's Return»                   | —  | —  | —  | —  | —  | —  | —  | —  | —  | — | —   | 31 | The Final Cut                                     |
| 1987                                                                                             | «Learning to Fly»                     | —  | —  | —  | 71 | —  | —  | —  | 10 | —  | — | 70  | 1  | A Momentary Lapse of Reason                       |
| 1987                                                                                             | «On the Turning Away»                 | 55 | —  | —  | —  | —  | —  | —  | 34 | —  | — | —   | 1  | A Momentary Lapse of Reason                       |
| 1987                                                                                             | «One Slip»                            | 50 | —  | —  | —  | —  | —  | —  | —  | —  | — | —   | 5  | A Momentary Lapse of Reason                       |
| 1988                                                                                             | «Sorrow»                              | —  | —  | —  | —  | —  | —  | —  | —  | —  | — | —   | 36 | A Momentary Lapse of Reason                       |
| 1988                                                                                             | «The Dogs of War»                     | —  | —  | —  | —  | —  | —  | —  | —  | —  | — | —   | 30 | A Momentary Lapse of Reason                       |
| 1988                                                                                             | «Comfortably Numb»                    | —  | —  | —  | —  | —  | —  | —  | —  | —  | — | —   | 24 | Delicate Sound of Thunder                         |
| 1988                                                                                             | «Time»                                | —  | —  | —  | —  | —  | —  | —  | —  | —  | — | —   | 34 | Delicate Sound of Thunder                         |
| 1994                                                                                             | «Take It Back»                        | 23 | —  | 50 | 75 | —  | 33 | —  | 7  | —  | — | 73  | 4  | The Division Bell                                 |
| 1994                                                                                             | «High Hopes»                          | 26 | —  | 4  | —  | —  | —  | —  | —  | —  | — | —   | 7  | The Division Bell                                 |
| 1994                                                                                             | «Keep Talking" (Doble cara-A)         | 26 | —  | —  | —  | —  | —  | —  | —  | —  | — | —   | 1  | The Division Bell                                 |
| 1994                                                                                             | «Lost for Words»                      | —  | —  | —  | —  | —  | —  | —  | —  | —  | — | —   | 21 | The Division Bell                                 |
| 1994                                                                                             | «What Do You Want from Me»            | —  | —  | —  | —  | —  | —  | —  | —  | —  | — | —   | 16 | The Division Bell                                 |
| 1995                                                                                             | «Wish You Were Here»                  | —  | —  | —  | —  | —  | —  | —  | —  | —  | — | —   | 13 | Pulse                                             |
| 2000                                                                                             | «Young Lust»                          | —  | —  | —  | —  | —  | —  | —  | —  | —  | — | —   | 15 | Is There Anybody Out There? The Wall Live 1980–81 |
| 2014                                                                                             | «Louder than Words»                   | —  | —  | —  | —  | —  | —  | —  | —  | —  | — | —   | —  | The Endless River                                 |
| "—" denota llançaments que no van entrar a les llistes o bé que no es van editar en aquell país. |                                       |    |    |    |    |    |    |    |    |    |   |     |    |                                                   |

### Senzills promocionals
Llista de senzills promocionals, amb les posicions a les llistes seleccionades, amb l'any de llançament i el nom de l'àlbum.
| «Pigs (Three Different Ones)»                                                                    | 1977 | —  | Animals                     |
| «The Dogs of War»                                                                                | 1988 | 30 | A Momentary Lapse of Reason |
| "—" denota llançaments que no van entrar a les llistes o bé que no es van editar en aquell país. |      |    |                             |